# Iroduku: Il mondo a colori
Iroduku: Il mondo a colori (色づく世界の明日から?, Irozuku sekai no ashita kara) è una serie televisiva anime di 13 episodi, prodotta dallo studio d'animazione P.A.Works e diretta da Toshiya Shinohara. È stata trasmessa su MBS, TBS e AT-X a partire dal 6 ottobre 2018.

## Trama
La storia è ambientata nella città di Nagasaki, in un mondo in cui la magia fa parte della quotidianità delle persone.
Nel 2078, Hitomi Tsukishiro è una ragazza proveniente da una famiglia di maghe che ha perso la capacità di vedere i colori nel momento in cui ha perso le persone a cui teneva di più. Non volendola più vedere soffrire ancora così, la nonna di Hitomi, Kohaku Tsukishiro, manda la nipote nel passato di 60 anni prima per farle incontrare la se stessa diciassettenne nel 2018. Qui, Hitomi inizierà un percorso di crescita personale grazie all'aiuto dei suoi nuovi amici, che la porterà a riscoprire i veri colori del mondo.

## Personaggi
Hitomi Tsukishiro (月白 瞳美?, Tsukishiro Hitomi)
Doppiata da Kaori Ishihara
Protagonista dell'anime, Hitomi è una ragazza diciassettenne timida e riservata, che sente di non meritare le attenzioni altrui. Fa parte di una famiglia di streghe, che si tramandano di generazione in generazione una pietra di azzurrite e lavorano in un negozio di magia che fornisce sabbia lunare per molti usi quotidiani. A differenza della nonna, però, Hitomi è restia nel praticare la magia, perché pensa che essa sia la causa dell'allontanamento della madre. Una volta trasportata nel passato, Hitomi inizia a frequentare il Club di Magia, Arte e Fotografia e ad appassionarsi alla fotografia, oltre che ad esercitarsi con la magia insieme a Kohaku. Si intuisce essere una maga potente, perché riesce a compiere magie difficili inconsciamente, come quella per entrare dentro un quadro. A mano a mano che la storia procede, si scopre essere una ragazza determinata, dolce e altruista. Dimostra di provare fin da subito attrazione verso Yuito, i cui dipinti sono l'unica cosa che riesca a mostrarle i colori.
Kohaku Tsukishiro (月白 琥珀?, Tsukishiro Kohaku)
Doppiata da Kaede Hondo, Sumi Shimamoto (da anziana)
Nonna di Hitomi, è una strega molto potente che rimanda la nipote indietro di sessant'anni per farle conoscere la se stessa più giovane, affinché la ragazza possa riacquisire la capacità di vedere i colori e, quindi, fiducia in sé e nel prossimo. Nel 2018, prima che Hitomi arrivasse in quel presente, Kohaku era andata a studiare magia in Inghilterra. Nel liceo a Nagasaki è molto popolare in quanto maga carismatica e vivace, che crea magie spettacolari mettendosi però spesso nei guai. È molto determinata a migliorare le sue capacità, dal momento che ritiene la magia un mezzo per rendere felici le persone, e si dimostra essere una persona responsabile. Si unisce al Club di Arte e Fotografia nel quale Hitomi si è inserita, e stringe fin da subito una forte amicizia con la nipote e i compagni.
Yuito Aoi (葵 唯翔?, Aoi Yuito)
Doppiato da Shōya Chiba
Ragazzo introverso e riservato, è l'unico membro del Club di Arte, che si vede quindi costretto a fondere con quello di Fotografia. Vive con la madre e lavora nel ristorante del padre di Chigusa, in quanto intenzionato a pagarsi l'università da solo. Disegna spesso in solitaria, su una tavoletta grafica, ma ha comunque un buon rapporto con gli altri componenti del Club. Durante la storia, grazie a Hitomi capisce di non dover abbandonare l'arte, ma invece concentrarsi per far sì che questa gli garantisca un futuro. Inoltre, sempre grazie alla ragazza, inizia ad aprirsi fino a dichiarare i suoi sentimenti per lei, smettendo di reprimere le proprie emozioni. Alla fine dell'anime, lo si vede essere diventato un illustratore.
Asagi Kazeno (風野 あさぎ?, Kazeno Asagi)
Doppiata da Kana Ichinose
Compagna di classe di Hitomi e Kohaku, è una ragazza timida ed emotiva, che si affeziona subito molto a Hitomi. È figlia di un fotografo e le piace immortalare soprattutto animali (come il suo coniglietto) e insetti. Ha una cotta per Shō fin dall'infanzia, ma non riesce a trovare il coraggio di esprimere i propri sentimenti. Il ragazzo la sceglierà come futuro presidente del Club di Magia, Arte e Fotografia.
Kurumi Kawai (川合 胡桃?, Kawai Kurumi)
Doppiata da Nao Tōyama
Altro membro del gruppo e del Club di Magia, Arte e Fotografia, è una ragazza vivace ed estroversa, a differenza dell'amica Asagi più riservata. Non ha ottimi risultati a scuola ed è una grande risparmiatrice, mentre nel profondo è insicura di sé e di quello che vuole fare nella vita. Il suo modello è sua sorella maggiore, che si è impegnata nella pasticceria, riuscendo a far diventare famoso un suo dolce. Ha un rapporto incostante con Chigusa, con cui spesso bisticcia, anche se verso la fine dell'anime fa capire che in realtà ha una cotta per lui.
Shō Yamabuki (山吹 将?, Yamabuki Shō)
Doppiato da Seiji Maeda
Presidente del Club di Magia, Arte e Fotografia, è un ragazzo del terzo anno di liceo con grande carisma. Lavora fin da piccolo nello studio fotografico della famiglia Kazeno, e ha una passione per la fotografia monocromatica. Si presenta subito come una persona che si prende cura degli altri, e nel corso della storia inizia a provare dei sentimenti per Hitomi, che non verranno però ricambiati; nonostante questo, ha difficoltà a cogliere le emozioni altrui, tanto che non riesce a capire l'amore che Asagi prova nei suoi confronti.
Chigusa Fukasawa (深澤 千草?, Fukazawa Chigusa)
Doppiato da Ayumu Murase
Ragazzo del primo anno che, pur essendo il più piccolo, è ben inserito nel gruppo e nel Club, essendo stato con gli altri ragazzi ancor prima di iniziare il liceo. È figlio del capo di Yuito e appassionato di fotografia. Si diverte a fare foto buffe a Kurumi e a farla arrabbiare, ma in certi momenti mostra il suo lato serio e maturo e i sentimenti che prova per la ragazza.

## Produzione e distribuzione
La serie composta da 13 episodi è stata animata dallo studio P.A.Works, diretta da Toshiya Shinohara, scritta da Yūko Kakihara, con il character design curato da Fly. Yuki Akiyama è il capo-direttore per le animazioni e ha adattato il design dei personaggi per poterli animare. Kurumi Suzuki è l'art director per questo anime, mentre Junichi Higashi è il supervisore artistico. Tomo Namiki e Yoshimitsu Tomita sono invece i direttori della fotografia. Naomi Nakano è il color designer, mentre Tachi Kiritani è alla direzione del reparto CG e Yō Yamada è il direttore del suono. Infinite è stato designato come produttore del progetto, mentre le musiche sono composte da Yoshiaki Dewa.
L'anime è stato trasmesso dal 6 ottobre 2018 all'interno del programma contenitore Animeism su MBS, per poi essere messa in onda anche su TBS, BS-TBS, AT-X, TUT e ATV. L'anime viene pubblicato in streaming sulla piattaforma streaming Amazon Prime Video in tutto il mondo, Cina esclusa. La sigla di apertura usata è 17-sai (17才?, Jū-nana-sai, lett. "Diciassette anni") di Haruka to Miyuki, mentre la sigla di chiusura è Mimei no kimi to hakumei no mahō (未明の君と薄明の魔法?) di Nagi Yanagi.

## Episodi
| Nº | Titolo italiano Giapponese 「Kanji」 - Rōmaji                                                    | In onda          | In onda |
| Nº | Titolo italiano Giapponese 「Kanji」 - Rōmaji                                                    | Giapponese       |         |
| 1  | Dove appartieni 「キミノイクベキトコロ」 - Kimi no ikubeki tokoro                                | 5 ottobre 2018   |         |
| 2  | Non sopporto la magia 「魔法なんて大キライ」 - Mahō nante daikirai                               | 12 ottobre 2018  |         |
| 3  | Niente pioggia, niente arcobaleno 「No Rain, No Rainbow」                                        | 19 ottobre 2018  |         |
| 4  | Smettila di chiamarmi "nonna"! 「おばあちゃんはヤメテ!」 - Obaachan wa yamete!                   | 26 ottobre 2018  |         |
| 5  | Una ricetta modesta 「ささやかなレシピ」 - Sasayaka na Reshipi                                   | 2 novembre 2018  |         |
| 6  | Pesciolino d'oro 「金色のサカナ」 - Kin'iro no sakana                                            | 9 novembre 2018  |         |
| 7  | Il fardello di Venere 「ヴィーナスの重荷」 - Vīnasu no omoni                                     | 16 novembre 2018 |         |
| 8  | Frammenti fragili 「ほころびのカケラ」 - Hokorobi no kakera                                      | 23 novembre 2018 |         |
| 9  | Parole vaganti 「さまよう言葉」 - Samayō kotoba                                                  | 30 novembre 2018 |         |
| 10 | Pastello monocromatico 「モノクロのクレヨン」 - Monokuro no kureyon                              | 7 dicembre 2018  |         |
| 11 | La luna calante 「欠けていく月」 - Kakete iku tsuki                                              | 14 dicembre 2018 |         |
| 12 | In questo giorno splendente 「光る光る この一日が光る」 - Hikaru hikaru kono ichinichi ga hikaru | 21 dicembre 2018 |         |
| 13 | Il mondo a colori 「色づく世界の明日から」 - Irozuku sekai no ashita kara                        | 28 dicembre 2018 |         |

### Annotazioni al testo
1. ↑  Secondo la programmazione nipponica, la serie viene trasmessa dal 5 ottobre alle 25:55, che corrispondono al 1:55 di notte del 6 ottobre secondo il sistema orario internazionale.

### Fonti
1. 1 2 3 4 5 6  (EN) Karen Ressler, P.A. Works' Iroduku Sekai no Ashita kara. Anime Promo Video Reveals Staff, Cast, su Anime News Network, 23 marzo 2018. URL consultato il 23 marzo 2018.
2. ↑  (JA) Cast & Staff, su 色づく世界の明日から 公式サイト. URL consultato il 6 ottobre 2018.
3. 1 2 3 4 5 6 7 8  (EN) Egan Loo, P.A. Works' Iroduku Sekai no Ashita kara. Anime Lists More Cast, Song Artists, Composer, Amazon Streaming in 2nd Video, su Anime News Network, 9 agosto 2018. URL consultato il 9 agosto 2018.
4. 1 2  (EN) Crystalyn Hodgekins, P.A. Works Reveals Iroduku Sekai no Ashita kara Anime Project, su Anime News Network, 16 marzo 2018. URL consultato il 16 marzo 2018.
5. ↑  (EN) Jennifer Sherman, IRODUKU : The World in Colors Anime Listed With 13 Episodes, su Anime News Network, 12 ottobre 2018. URL consultato il 12 ottobre 2018.
6. ↑  (EN) Karen Ressler, P.A. Works' Iroduku Sekai no Ashita kara. Anime Reveals October 5 Premiere, Character Designs, su Anime News Network, 10 settembre 2018. URL consultato il 10 settembre 2018.
7. ↑  (EN) P.A. Works' Iroduku Sekai no Ashita kara. Anime Lists More Cast, Song Artists, Composer, Amazon Streaming in 2nd Video, su animenewsnetwork.com, Anime News Network, 9 agosto 2018. URL consultato il 6 novembre 2018.